# Далай Лама
Далай Лама е високопоставен лама в будистката школа Гелуг или „Жълтите шапки“ на тибетския будизъм. Името е комбинация от китайско-монголската дума далай, което означава „океан“ и тибетската дума བླ་མ་ бла-ма (с тихо „б“), което значи „главен първосвещеник“.
Учениците на Далай Лама вярват, че той е превъплъщение на дълга линия от тулку, които се считат за проявление на бодхисатвата на състраданието Авалокитешвара. Традиционно се смята, че Далай Лама е най-новото превъплъщение на поредица от духовни водачи, които са избрали да се преродят, за да просветят другите същества. Честа грешка е да се смята, че Далай Лама е официалният водач на будистката школа Гелуг, но тази роля принадлежи на Ганден Трипа. Това е временна позиция със 7-годишен мандат, която се получава след сложен йерархичен напредък и конкурс и утвърдена от Далай Лама, който на практика оказва голямо влияние. Линията на Далай ламите започва като приемственост на духовни учители; петият Далай Лама поема политическата власт над Тибет.
За определени периоди между 17 век и 1959 г., Далай лами понякога ръководели тибетското правителство, чиито административни части на Тибет са в Лхаса. 14-ият Далай Лама остава начело на държавата на Централната тибетска администрация („Тибетското правителство в изгнание“) до оттеглянето си на 14 март 2011. Той посочва, че институцията на Далай Лама може да бъде премахната в бъдеще, а също така и че следващият Далай Лама може да се намира извън Тибет и може да е жена.

## Първоначалната употреба на иметоДалай Лама
През 1578 владетелят Алтан хан дава титлата Далай Лама на Сонам Гяцо. По-късно титлата се прилага с обратна сила за двама от неговите предшественици по линията на преражданията, които са Гендун Друп и Гендун Гяцо. Гендун Гяцо е бил предшественик на Сонам Гяцо като игумен на манастира Дрепунг. Въпреки това, 14-ият Далай Лама твърди, че Алтан хан не възнамерявал да връчва титлата като такава и че ханът възнамерявал само да преведе името „Сонам Гяцо“ на монголски език.

... много писатели превеждат неправилно Далай Лама като „Океан от мъдрост“. Пълният превод на името от монголски е „чудесният Ваджрадхара, добър великолепен заслужаващия океан“ дадено от Алтан хан е преди всичко превод на тибетските думи Сонам Гяцо (Сонам е „заслуга“).

14-ият Далай Лама коментира:

Самото име на всеки Далай Лама от втората му година нататък Далай Лама има думата Гяцо[в себе си], което означава „океан“ на тибетски. Дори и сега аз съм Тенцин Гяцо, така че първото име не се променя, но втората част [думата „океан“] става част от името на всеки Далай Лама. Всички Далай лами след Вторият имат това име. Така че аз наистина не съм съгласен, че монголците всъщност дават тази титла. Тя беше просто превод.

Тибетците се обръщат към Далай Лама с Гялва Ринпоче („Скъпоценния Победител“), Кундун („Присъствие“), Йшин Норбу („Скъпоцеността, която сбъдва желания“) и така нататък.

## История
През XIII век внукът на Чингис хан Хубилай дава на своя будистки учител Пагба Лама от школата Сакя титлата държавен наставник (кит. го ши), а също и титлата Далай Лама, като го прави управител на тибетските земи.
Петият Далай Лама, получавайки подкрепата на владетеля на Монголия Гуши хан, успява през XVII век да обедини Тибет. Оттогава Далай ламите представляват духовната и светската власт в страната до инвазията на китайските войски през 1949 г. и пълното завладяване на Тибет през 1959 г.
Четиринадесетият Далай Лама избягва в Индия. Скоро той обяви, че се отказва от трона на Тибет, излиза от правителството в изгнание и не изисква независимост на Тибет, но търси възможност за неговата автономия.
Правителството на Китай, независимо от липсата на какъвто и да било духовен статус, се опитва да изземе процедурата по избора на нова реинкарнация, опирайки се на прецедент по време на управлението на император Хунли от династията Цин, който приложил процедура по избора на Далай Лама и Панчен Лама с помощта на жребий: златна урна и топки с имената на участниците в жребия. Неотдавна китайските власти използваха такава процедура при назначаването на Панчен Лама, който по традиция би трябвало да определи новия Далай Лама. Такава възможност за избор по политически мотиви след смъртта на Далай Лама предизвиква сериозни опасения сред тибетците.
14-ият Далай Лама заявил, че новият Далай Лама няма да се роди на территорията на Китайската народна република  Архив на оригинала от 2009-07-12 в Wayback Machine. и е напълно възможно да не бъде прероден. Въпреки това той подчертава, че е задължен да приключи започнатата работа и ако ситуацията в Тибет не се измени, то той все пак ще се прероди  Архив на оригинала от 2006-12-19 в Wayback Machine.. Той подчертава, че институцията Далай Лама вече е изпълнила своите цели и може да прекрати съществуването си.  Архив на оригинала от 2006-12-19 в Wayback Machine..
Резиденцията на Далай ламите в Тибет (започвайки от петия) е дворецът Потала в Лхаса, а в летния период е дворецът Норбулинка. От 1959 г. Далай Лама живее в резиденцията в Дхармасала в Северна Индия.

## Последователните прераждания на Далай Лама
- Гендюн Друп, 1-ви Далай Лама, 1391 – 1475
- Гендюн Гяцо, 2-ри Далай Лама, 1475 – 1542
- Сонам Гяцо, 3-ти Далай Лама, 1543 – 1588
- Йонтен Гяцо, 4-ти Далай Лама, 1589 – 1616
- Лосанг Гяцо, „Великият Пети“ 1617 – 1682
- Цанянг Гяцо, 6-и Далай Лама, 1683 – 1706
- Келсанг Гяцо, 7-и Далай Лама, 1708 – 1757
- Джампел Гяцо, 8-и Далай Лама, 1758 – 1804
- Лунгтог Гяцо, 9-и Далай Лама, 1806 – 1815
- Цюлтрим Гяцо, 10-и Далай Лама, 1816 – 1837
- Кхедуб Гяцо, 11-и Далай Лама, 1838 – 1856
- Тринле Гяцо, 12-и Далай Лама, 1856 – 1875
- Тубтен Гяцо, 13-и Далай Лама, 1876 – 1933
- Тензин Гяцо, 14-и Далай Лама, 1935 – настояще.